# ムアン
ムアン (タイ語: เมือง、ラーオ語: ເມືອງ、シャン語: မိူင်း) は、タイ族の世界において多数の村のハブとして存在した都市や国主（チャオ）により治められていた街や村々の全体領域を表す言葉であり、村々の上位にある単位を表す言葉である。古くは都市国家をさした。現在では国、都市などを示す言葉となっている。ラオスではムアンは県の下位の行政区分である郡を表す行政用語である。

## ラーンナー地域でのムアン
ラーンナー世界などにおいては、ムーバーン（あるいはバーン）と呼ばれる村の集合体があり、それが複数集まりパンナーと呼ばれる集落を形成。さらにそれが軍事的な防御施設を持つようになると、ウィエン (เวียง) と呼ばれる都市を形成する（ヴィエンチャンのヴィエンはこのウィエンである）。特にウィエンの中でも王侯貴族がその支配に当たることによってチエン(เชียง) と呼ばれる（チエンマイの「チエン」や景洪の「景」、ケントゥンの「ケン」などがこれに当たる）。こうしたウィエン、チエンを中心とする都市国家がムアンと呼ばれる。

## タイの行政区画として
後にラーマ5世により、チャックリー改革によりモントン（州制）が導入されると、このムアンを中心とした一つのまとまった領域は中央集権化によって独立性が低下し、国主の制度（ムアンは財政的に国から独立していた）が廃止されモントンの下位の行政区分となった。これがいわゆる現在まで続くタイの県（チャンワット）の原型となる。1916年以降、それまでムアンと呼ばれていた県はチャンワットと名付けられたとして新たに位置づけられ、行政区分としてのムアンは廃止された。しかし、各県の県庁所在地にはアユタヤ郡をのぞきムアンという語を冠する習慣が残っている。

## 歴史学用語として
東南アジア史学者の石井米雄と桜井由躬雄は、古代東南アジアにおける権力の構造を、盆地で水稲農業を営む高人口密度・高自給制のムラ（バーン）が集まり形成される「ムアン」国家、密林に囲まれ水路でしか移動できない社会で河川上流の産物を外部世界に売りさばくことに特化した港湾都市「ヌガラ」国家、村落や園地を所有する平野の城郭都市「プラ」国家に分類した。